# Bernard-Alexandre Lassègue
Bernard-Alexandre Lassègue, francoski general, * 1890, † 1954.